# Silvio Luiz (futebolista)
Silvio Luiz de Oliveira de Paula, mais conhecido como Silvio Luiz (Rio de Janeiro, 1 de março de 1977), é um ex-futebolista brasileiro que atuava como goleiro. Atualmente, trabalha como preparador de goleiros.

## Carreira

### Jogador
O goleiro iniciou sua trajetória futebolística no núcleo do Vasco da Gama (Grêmio Recreativo dos Cinquenta no bairro de Irajá, em 1992, comandado Pelo Claudio Henrique e Gilmar de Oliveira), após ter sido liberado, foi para o Flamengo na categoria mirim, através do Jardel (comandava na época o grupo do Flamengo, que participava num torneio na Brahma E.C) foi combinado um jogo amistoso com a base do Flamengo no campo dos milionário, no IAPC de Irajá, sendo assim o Silvio Luiz foi convidado a fazer parte do mirim do Flamengo chegando até os juniores.
Profissionalmente revelado pelo Mirassol, ficou conhecido após sua transferência do Sãocarlense onde fez grande sucesso, para o São Caetano.
Em seu primeiro ano no Azulão, fez parte do elenco campeão da Série A3 do Campeonato Paulista. Ao longo do tempo, Silvio Luiz foi ganhando espaço, e de 1999 em diante, se tornou titular absoluto do gol azulino.
Pela Seleção Brasileira, disputou cinco partidas entre 1999 e 2000 e ganhou o Torneio Pré-Olímpico em 2000.
Pelo São Caetano, disputou quase 250 partidas, participou da conquista do Campeonato Paulista de 2004, além do vice-campeonato do Campeonato Brasileiro de 2000 e de 2001, e da Libertadores em 2002.
Após oito anos no clube, em abril de 2006, foi contratado pelo Corinthians. Estreou em 22 de abril, na vitória sobre seu ex-clube São Caetano por 3 a 0, em partida válida pelo Campeonato Brasileiro. Teve uma passagem sem muito sucesso pelo time paulista, atuando em apenas 17 jogos.
Retornou ao São Caetano em 2007. Apesar da volta não chegou a atuar no clube que o lançou ao estrelato. Ficou quatro meses afastado devido a indefinição no contrato. Semanas antes do início do Campeonato Brasileiro foi contratado pelo Vasco da Gama.
No Vasco, o jogador foi a escolha do treinador Celso Roth durante a maior parte do Campeonato Brasileiro, apesar de ter cometido algumas falhas. Após a demissão de Roth, Silvio Luiz foi barrado, primeiro por Romário, que desempenhou o papel de treinador da equipe durante um jogo, e depois por Valdir Espinosa que deixou o jogador como a sua terceira opção. Tudo isso fez com que a diretoria do clube decidisse não renovar o contrato do jogador que terminava no fim do ano.
Após várias especulações sobre seu futuro, o Itumbiara o anunciou como reforço para o ano de 2008. No Itumbiara teve a oportunidade de trabalhar com o treinador Paulo César Gusmão, que no passado já fora goleiro e treinador de goleiros. Disputou o Campeonato Goiano de 2008, no qual o Itumbiara conquistou o título.
Posteriormente se transferiu para o Boavista, no qual jogou por pouco tempo, pois em junho sofreu um grave acidente de carro que o fez entrar em coma e se afastar dos gramados.
Em dezembro de 2009 foi anunciado como novo reforço do Juventude.
Em setembro de 2010, após dois anos de recuperação, foi apresentado como novo reforço do Duque de Caxias para a sequência do Campeonato Brasileiro da Série B.
Em 2011, retornou para o Boavista-RJ e meses depois acertou com o America para a disputa da Copa Rio.
No início de 2012, foi uma das grandes atrações do Campeonato Estadual da Série C do Rio de Janeiro ao atuar pelo estreante São Gonçalo EC, juntamente com o volante Roberto Brum e o atacante Marcos Brito.

### Fora dos campos
Silvio Luiz teve no começo do ano sua primeira experiência fora dos gramados ao ser treinador de goleiros do Búzios, time que disputou a terceira divisão carioca.
Em março de 2014, assume como auxiliar de preparador de goleiro do São Caetano.
Em outubro de 2014, deixou o cargo de treinador de goleiros do Olímpia para assumir como treinador do clube até o encerramento da Série A3 do Paulista.
Em 2015, acertou sua transferência para o interior de São Paulo, onde disputou o Campeonato Paulista da Série A2 pelo time do Rio Branco de Americana como preparador de goleiros.

## Títulos
Mirassol
- Campeonato Paulista - Série A3: 1997

São Caetano
- Campeonato Paulista: 2004
- Campeonato Paulista - Série A2: 2000
- Campeonato Paulista - Série A3: 1998

Itumbiara
- Campeonato Goiano: 2008

Seleção Brasileira
- Torneio Pré-Olímpico: 2000